# فرانکوت تون
فرانکوت تون (انگلیسی: Franchot Tone؛ زاده ۲۷ فوریهٔ ۱۹۰۵ درگذشته ۱۸ سپتامبر ۱۹۶۸) بازیگر اهل ایالات متحده آمریکا بود.
از فیلم‌هایی که وی در آن نقش داشته‌است، می‌توان به خطرناک، میکی وان و دختر نجیب؟ اشاره کرد.